# Zygostates morenoi
Zygostates morenoi là một loài thực vật có hoa trong họ Lan. Loài này được Toscano mô tả khoa học đầu tiên năm 2007.